# Stępińscy
Stępińscy – ród szlachecki wywodzący się z Mazowsza, który wziął swoje nazwisko od wsi Stępina, znajdującej się niegdyś niedaleko Sielc (obecnie część Warszawy).
Wskutek dużego rozgałęzienia rodziny poszczególne odnogi rodu posługują się różnymi herbami, do których należą: Bończa oraz Bończa II.
Okres świetności rodu przypada na wiek XVII, w kolejnych latach nastąpiło natomiast dość szybkie ubożenie pewnych jego linii na skutek podziału majątków na rzecz potomstwa oraz w wyniku zniszczeń wojennych.
Prócz wsi Stępina Stępińscy posiadali liczne dobra na terenie kraju m.in. w województwie wielkopolskim (ówcześnie kaliskim), mazowieckim oraz podkarpackim (ruskim), gdzie założona przez jednego ze Stępińskich wieś Stępina istnieje do dziś.

## Przedstawiciele
- Artur Stępiński (ur. 3 maja 1839 w Saint-Junien, zm. 15 października 1900 w Paryżu), polski działacz emigracyjny, inżynier dróg i mostów, nauczyciel.
- Edward Stępiński (ur. 13 września 1828 w Woli Łużańskiej, zm. 1907 we Lwowie), zarządca szpitala miejskiego w Jaśle, kancelista magistratu.
- Franciszek Stępiński (ur. 1804, zm. 1882), uczestnik powstania listopadowego, członek Towarzystwa Demokratycznego Polskiego, redaktor periodyku "Bulletin Polonais Littéraire, Scientifique et Artistique", ojciec Artura.
- Grzegorz Stępiński (ur. 22 sierpnia 1955 w Bełchatowie) – polski działacz związkowy i samorządowiec, wojewoda piotrkowski.
- Henryk Stępiński (ur. 11 listopada 1908 w Parznie koło Piotrkowa Trybunalskiego, zm. 27 maja 1979 w Łebie) – polski działacz turystyczny.
- Leonard Bończa-Stępiński, właśc. Leonard Stępiński (ur. 31 października 1876 w Warszawie, zm. 21 sierpnia 1921 w Drohobyczu) – polski aktor i pedagog.
- Stanisław Stępiński (ur. 1917 r. w Aleksandrowie Kujawskim, zm. 2002r. w Zakopanem) – malarz, intarsista, twórca m.in. "Tryptyku Katyńskiego" oraz obrazu "Św. Stanisław".
- Włodzimierz Stępiński  (ur. 1898, zm. 1988) – profesor Akademii Górniczo-Hutniczej w Krakowie.
- Włodzimierz Stępiński (1929-2000) – aktor niezawodowy, dziennikarz radiowy.
- Włodzimierz Stępiński (ur. 1949) – polski historyk, specjalizujący się w historii powszechnej XIX i XX wieku.
- Zygmunt Stępiński (ur. 1908, zm. 1982) – polski architekt, urbanista.
- Mariusz Stępiński (ur. 12 maja 1995 w Sieradzu) – polski piłkarz występujący na pozycji napastnika, reprezentant Polski